# أبو القاسم البرزلي
الإمام البُرْزُلي المالكي أبو القاسم بن أحمد بن محمد البَلَوِي القيرواني، المعروف بالبرزلي: أحد أئمة المالكية في المغرب، سكن تونس، وانتهت إليه الفتوى فيها. وكان ينعت بشيخ الإسلام، ولد في حدود سنة 741 هـ الموافق 1340 وعمر طويلا، أخذ ابن مرزوق الجد وأبو الحسن البطرني، وابن عرفة، لازمه نحواً من أربعين عاماً وأجازه إجازة عامة، وأخذ عنه القراءات السبع وكتباً كثيرة وأحزاب الإِمام الشاذلي وأحمد بن مسعود البلنسي المعروف بابن أبي حاجة، قال السخاوي : توفي ب تونس عن مئة وثلاث سنين. من كتبه جامع مسائل الأحكام مما نزل من القضايا للمفتين والحكام ، و الديوان الكبير ، في الفقه توفي سنة 844 هـ الموافق 1440.